# Rhinaspis micans
Rhinaspis micans är en skalbaggsart som beskrevs av Hermann Burmeister 1855. Rhinaspis micans ingår i släktet Rhinaspis och familjen Melolonthidae. Inga underarter finns listade i Catalogue of Life.